# Rautie

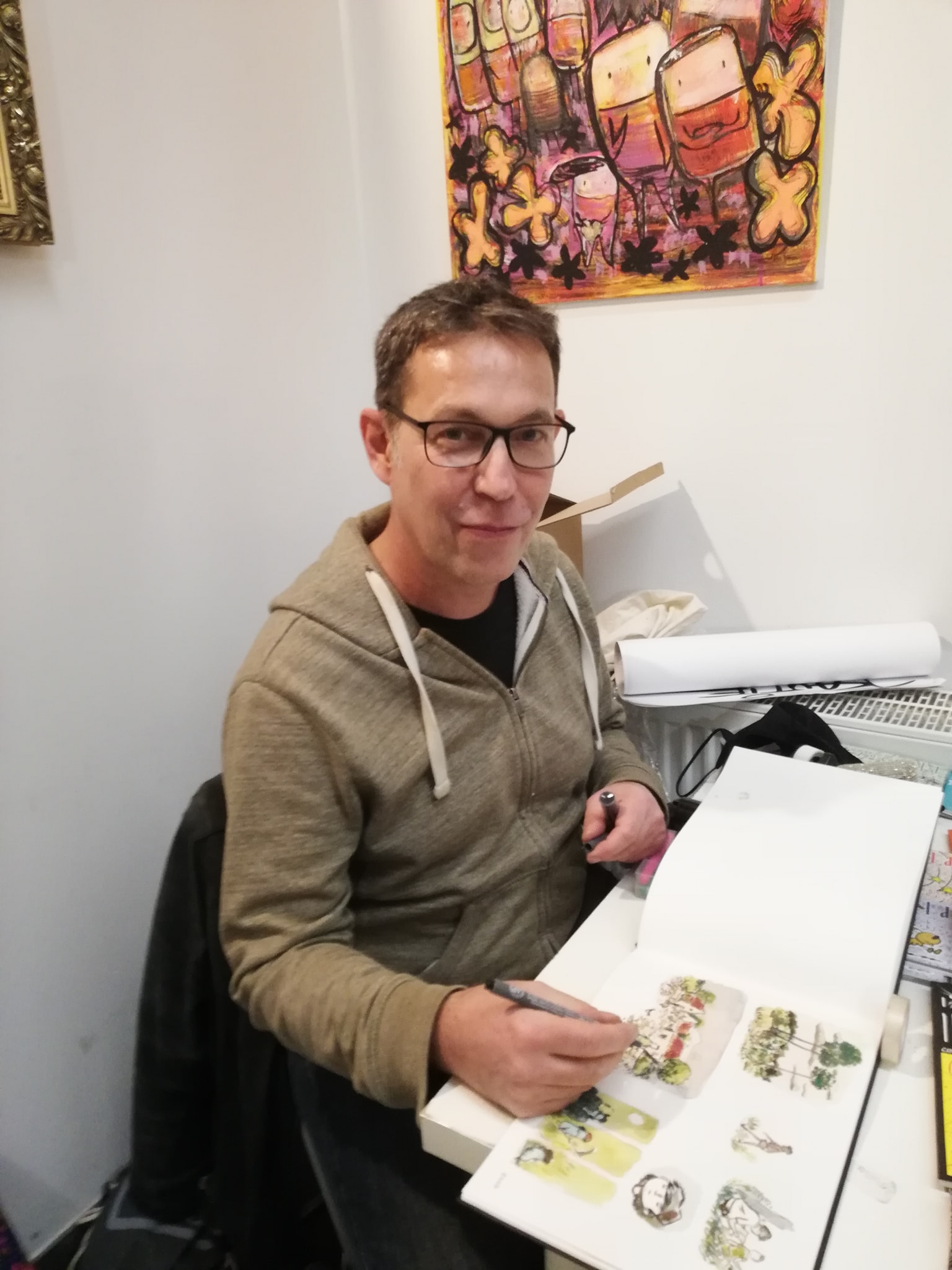
Rautie bei einer Ausstellung, 2020

Michael Heinz Rautenberg (* 14. Februar 1968 in Hanau), bekannt als Rautie, ist ein deutscher Comiczeichner, Maler, Trickfilmer, Werbegrafiker und DJ.

## Karriere
Bereits im Alter von zehn Jahren wollte Rautenberg, den Mareike Geringswald in der Frankfurter Rundschau „Herr der Strichmännchen“ nannte, Comiczeichner werden. Im Teenageralter wurde er wegen seines exzessiven Tanzstils von seinen Freunden „Rowdy“ genannt. Den Namen wandelte er in Rautie um und behielt diesen Namen als Künstlernamen bis heute.
Neben Comiczeichnern wie Hergé und Jacques Tardi übte vor allem der Punk einen großen Einfluss auf ihn aus. Er versuchte die Haltung und Musik des Punk in seinen Comics umzusetzen.
Seine ersten Comics veröffentlichte er 1986 in dem Fanzine Action Lines, dass er zusammen mit Jörg Ritter erstellte.
Von 1989 bis 1995 war Rautie Mitglied der Band Kaktuxxe. Er war dort nicht als Musiker tätig, sondern als „Visual Artist“. Während der Proben der Band fertigte er Zeichnungen an, die bei Livekonzerten über die Bühne projiziert wurden. Er gestaltete auch das Artwork zu den Veröffentlichungen der Band.
1990 gründete Rautie mit Freunden, u. a. Frank „Frunk“ Sander, Jörg Ritter und den Brüdern Carsten „Raul“ und Torsten „Tvuzk“ Kauke, die bei den Kaktuxxen Bass und Gitarre spielten, das Hanauer Stadtmagazin Banane, indem er erstmals seine Comics veröffentlichte. Mit der letzten Ausgabe dieses Magazins erschien im Dezember 1990 ein Comicheftchen im Piccolo-Format mit dem Titel KiX. Ab April 1991 erschienen die KiX-Piccolo-Heftchen bis 1995 regelmäßig in insgesamt 29 Ausgaben. Sie enthielten Comics von Rautie, den Kauke-Brüdern, Jörg Ritter, Klaus Cornfield, Nicolas Kaiser und anderen Zeichnern.
Mit Texter Raul schuf Rautie die Comicserie Willy the Kid. Seit 1996 erscheinen die Willy-the-Kid-Comicstrips wöchentlich im Hanauer Anzeiger. Die beiden Künstler fertigten auch verschiedene animierte Willy-the-Kid-Videoclips an. Es erschienen bisher mehrere Hefte und zwei Sammelbände der Serie. 2019 wurde das Heft Willy the Kid #25: Alles im grünen Bereich beim Comicfestival München mit dem ICOM Independent Comic Preis als bestes Kurzcomic ausgezeichnet.
Im Jahr 2000 wurde Rauties Comicband Heinz und Pifie: Nanu-Ragout aus Dosen beim Comic Salon Erlangen mit dem ICOM Independent Comic Preis als bester Comic ausgezeichnet.
Wiederum mit Raul kreierte Rautie die Serie Familie Rappelrübe, die seit 2002 regelmäßig in dem Offenbacher Familienmagazin Rappel-Post erscheint. Die Rappelrübe-Geschichten erschienen von 2015 bis 2016 auch wöchentlich in der Frankfurter Allgemeinen Zeitung. Auch von Familie Rappelrübe erschien ein Sammelband.
2004 fertigte er für die Boxhamsters das Musikvideo zu dem Song Beende Deine Jugend an.
2009 belegte er bei dem Cartoon- und Comic-Wettbewerb Europa und Bürgerschaft der Europäischen Union den 2. Platz. Im selben Jahr fertigte er für die Band Superstolk ein Musikvideo zu dem Song Rolltreppe Abwärts an.
Für den Spieleverlag Mücke Spiele illustrierte Rautie zwischen 2011 und 2014 verschiedene Brett- und Kartenspiele. Er gestaltet für den Verlag auch die Webcomic-Serie Familie Pöppel.
Für den Song Drugstore Girl des Singer-Songwriters Reverend Schulzz schuf Rautie 2011 ein animiertes Musikvideo. 2017 veröffentlichte Schulzz die CD In the Land of the One Eyed Cat. Rautie ließ sich von jedem der Zehn auf der CD enthaltenen Songs zu einem Gemälde inspirieren und malte auch das Cover. Der CD lag ein 24-seitiges Booklet bei, das die Songtexte von Schulzz und die Bilder von Rautie enthielt. Die Bilder wurden zur Release-Party der CD ausgestellt und erschienen auch in einem Portfolio mit zwölf Kunstdrucken. Ebenfalls 2017 gestaltete Rautie Cover und Beiheft der CD Canciones Serias para Noches Tristes der Band Jonny Hates Rock um den Hanauer Autor und Musiker Robsie Richter. 2020 folgten Coverillustrationen für Veröffentlichungen von Die Radierer und der Band Krank aus Velbert.
Im selben Jahr veröffentlichte er im Selbstverlag die erste Ausgabe des von ihm illustrierten Hanauer Stadtmagazins Tinnitussi. Das Heft entstand in Zusammenarbeit mit dem Hanauer Autor Norman Schlimmer und anderen.
Seit den späten neunziger Jahren werden seine Gemälde, die er meist in Acryl auf Leinwand anfertigt, in verschiedenen Ausstellungen gezeigt. So beispielsweise 1999 im Hessischen Puppenmuseum, 2013 im Weserburg Museum für moderne Kunst in Bremen oder 2015 zum Tag des Friedhofs auf dem Hanauer Hauptfriedhof. Die Galerie Freihafen in Hanau widmete Rautie 2020 unter dem Titel Rautie Doku eine mehrwöchige Werkschau. 2021 eröffnete er die Kunst-Haltestelle, eine kleine Galerie in Hanau, in der er seine Gemälde zum Verkauf anbietet.
Rautie designed und vertreibt eine ganze Palette unterschiedlichster Merchandising-Produkte wie T-Shirts. Rucksäcke, Frühstücksbrettchen und Apfelwein-Bembel. Er vermarktet seine Comics, Bilder, Textilien und Sammelobjekte vorwiegend selbst. So verkauft er seine Produkte in Rauties Art Kiosk, einer mobilen Verkaufsbude, mit der er Feste und Festivals bereist. Unter demselben Namen betreibt er gelegentlich auch Pop-Up-Stores in Hanau.
Er hat eine unüberschaubare Anzahl von verschiedenen Postkarten und Buttons veröffentlicht. Seine Buttons vertreibt er auch über die sogenannten Rautomaten. Das sind Kaugummiautomaten, an denen man die Buttons zieht, aber auch Comics oder Produkte aus seinem Merchandisingprogramm gewinnen kann.
Im Auftrag des Jugendbildungswerk Hanau bietet Rautie regelmäßig verschiedene Comic- und Kunstworkshops an. Ebenso an der Volkshochschule Hanau.
Im Auftrag verschiedener privater und öffentlicher Träger gestaltet er Fahrzeuge mit Comicmotiven. So beispielsweise 2011 einen Märchenexpress genannten Stadtbus der Kreisverkehrsgesellschaft Main-Kinzig, der zwischen Frankfurt und Hanau pendelt. Die Firma Rietze Automodelle produzierte 2012 ein Modell des Märchenexpress im Maßstab H0 (1:87), das von Schuco vertrieben wird.
Regelmäßig ist Rautie, ein Sammler von Vinyl-Schallplatten, auch als DJ tätig. In verschiedenen Veranstaltungslokalen legt er bei den Veranstaltungen Songs for the Deaf und Ahoi! hauptsächlich Punkrock sowie Musik aus verschiedenen Sparten des Independent- und Alternative-Rock auf.
Ab 2019 starteten Rautie, Jörg Ritter, Carsten und Torsten Kauke die Serie der KiX-Hefte ab der Nummer 30 in neuem Format wieder neu. Zu diesem Zweck gründete Rautie mit Torsten Kauke den Kix-Verlag, in dem seine Veröffentlichungen seitdem erscheinen.
2021 erhielt Rautie den Kulturpreis des Main-Kinzig-Kreises. Zu diesem Anlass erschien eine Sonderausgabe des Magazins Instant, die ausschließlich seinem Werk gewidmet ist. 
Im Kix-Verlag erschien 2024 ein über 300 Seiten starkes Best Of Rautie. Die von Norman Schlimmer zusammengestellte und edierte Kompilation präsentiert Comics, Illustrationen und Gemälde aus den Jahren 1990 bis 2024.

## Biografisches und Privatleben
Rautenberg wurde in Hanau geboren und lebt dort mit Frau und zwei Söhnen bis heute. Er besuchte die Brüder-Grimm-Schule und ging danach an die Otto-Hahn-Schule in Hanau, wo er den Hauptschulabschluss machte. Er absolvierte eine Ausbildung zum Werbegrafiker.

## Veröffentlichungen (Auswahl)

### Comics
Einzelbände
- Der Trip. Kix Multimedia, Hanau 1993, Kix Book Nr. 1.
- Lollipop Nr. 1. Kix Multimedia, Hanau 1993, Kix Book Nr. 2.
- Vielleicht, vielleicht auch nicht. Kix Multimedia, Hanau 1993, Kix Book Nr. 3.
- Oh Du Fröhlicher. Kix Multimedia, Hanau 1993, Kix Book Nr. 4.
- Lorsch und Rautie’s Hitzerausch. Kix Multimedia, Hanau 1995, Kix Book Nr. 5.
- Scott und Theo: Zu Luft und zu Wasser. Kix Multimedia, Hanau 1995.
- Das Zugabteil. Kix Multimedia, Hanau 1998, Kix Book Nr. 6.
- Das Eishaus. Kix Multimedia, Hanau 1998, Kix Book Nr. 7.
- Ich hatte Recht. Kix Multimedia, Hanau 1998, Kix Book Nr. 8.
- Die Fliege. Kix Multimedia, Hanau 1999, Kix Book Nr. 9.
- Die Laterne. Kix Multimedia, Hanau 2000, Kix Book Nr. 10.
- Heinz in: Hatschi Mein Schatzi. Carsten Kauke Selbstverlag, Frankfurt 1998, KIX Minni Nr. 61.
- Heinz in: Mein Kampf. Carsten Kauke Selbstverlag, Frankfurt 1998, KIX Minni Nr. 82.
- Heinz und Pifie: Nanu-Ragout aus Dosen. Edition Panel, Bremen 1999, ISBN 3-935146-11-6.
- Tag des Friedhofs 2015. Selbstverlag, Hanau 2015, Ausstellungskatalog.
- In the Land of the One Eyed Cat. Selbstverlag, Hanau 2017, Portfolio mit 12 Postern.
- Tag des Friedhofs 2019. KiX Verlag, Offenbach 2019.
- Die Gedanken – Gedankenblasen. KiX Verlag, Hanau 2022, ISBN 978-3-948452-72-8.
- Rautie. Aumüller, Wächtersbach 2022. (Limitierte Sonderausgabe der Zeitschrift Instant.)
- The Best Of Rautie. KiX Verlag, Hanau 2024, ISBN 978-3-948452-74-2.

Serie Coco Fisch
- Nr. 1 Fishing for Compliments. Panel Pti Edition, Bremen 2010, ISBN 978-3-935146-81-4.
- Nr. 2 Fisch & Chips. Panel Pti Edition, Bremen 2012, ISBN 978-3-935146-85-2.
- Nr. 3 Fischtennis. Panel Pti Edition, Bremen 2012, ISBN 978-3-935146-86-9.
- Nr. 4 Sternzeichen Fisch. Panel Pti Edition, Bremen 2014, ISBN 978-3-935146-87-6.
- Nr. 5 Frischfisch. Panel Pti Edition, Bremen 2016, ISBN 978-3-935146-90-6.

Serie Familie Rappelrübe. mit Raul C.O. Kauke.
- Nr. 1 Riesenrübe. Panel Pti Edition, Bremen 2010, ISBN 978-3-935146-82-1.
- Familie Rappelrübe: Die Alte Mühle und weitere Geschichten. KiX Verlag, Offenbach, ISBN 978-3-948452-69-8.

Serie Fitzgerald
- Nr. 1 Einfach sprachlos. Panel Pti Edition, Bremen 2011, ISBN 978-3-935146-84-5.
- Nr. 2 Von hier nach dort. Panel Pti Edition, Bremen 2012, ISBN 978-3-935146-83-8.
- Nr. 3 Holterdiepolter. Panel Pti Edition, Bremen 2014, ISBN 978-3-935146-88-3.
- Nr. 4 Ohne Netz und doppelten Boden. Panel Pti Edition, Bremen 2016, ISBN 978-3-935146-92-0.

Serie Stuss
- Nr. 1 Panel Pti Edition, Bremen 2014, ISBN 978-3-935146-85-2.
- Nr. 2 Panel Pti Edition, Bremen 2016, ISBN 978-3-935146-91-3.
- Nr. 3 Panel Pti Edition, Bremen 2018, ISBN 978-3-935146-94-4.
- Nr. 4 Geballter Stuss. KiX Verlag, Offenbach 2020, ISBN 978-3-948452-70-4.

Serie Willy the Kid. mit Raul C.O. Kauke.
- Episoden 01-17. Carsten Kauke Selbstverlag, Frankfurt 1998, KiX Mini Nr. 68.
- Episoden 18-33. Carsten Kauke Selbstverlag, Frankfurt 1998, KiX Mini Nr. 78.
- Nr. 1/04 Schnapsideen. Carsten Kauke Selbstverlag, Frankfurt 2004.
- Nr. 2/04 Exklusiv Expulsiv! Carsten Kauke Selbstverlag, Frankfurt 2004.
- Nr. 3/04 Niederschläge. Carsten Kauke Selbstverlag, Frankfurt 2004.
- Nr. 4/04 3x Schwarzer Kater. Carsten Kauke Selbstverlag, Frankfurt 2004.
- Wissenslücken und Eselsbrücken. Edition Panel, Bremen 2010, ISBN 978-3-935146-12-8.
- Absturz vorprogrammiert. Ventil Verlag, Mainz 2015, ISBN 978-3-95575-033-6.
- Nr. 25 Alles im grünen Bereich. Panel Pti Edition, Bremen 2018, ISBN 978-3-935146-93-7.
- Nr. 24 Erste Hilfe Zweiter Versuch. Panel Pti Edition, Bremen 2019, ISBN 978-3-935146-96-8.
- Nr. 26 Der will nur spielen. KiX Verlag, Offenbach 2019, ISBN 978-3-948452-21-6.
- Nr. 27 In Virus Veritas. KiX Verlag, Hanau 2021, ISBN 978-3-948452-22-3

- Die Willy the Kid Box. Limitierte Kassette inklusive der Hefte Nr. 24–27, Originalzeichnung, signierter Druckgrafik u. a. KiX Verlag, Hanau 2022.

Anthologien und Sammelbände
- Action Lines. Selbstverlag, Hanau 1986.
- KiX Nr. 0 Selbstverlag, Hanau 1990.
- KiX Nr. 1–29 Kix Multimedia, Hanau 1991–1995.
- KiX #30 KiX Verlag, Offenbach 2019, ISBN 978-3-948452-01-8.
- KiX #31 KiX Verlag, Offenbach 2020, ISBN 978-3-948452-02-5.
- KiX #32 KiX Verlag, Offenbach 2021, ISBN 978-3-948452-03-2.
- KiX #33 KiX Verlag, Hanau 2022, ISBN 978-3-948452-04-9.
- KiX #34 KiX Verlag, Hanau 2023, ISBN 978-3-948452-05-6.
- KiX #35 (KiX Verlag, Hanau, 2025, ISBN 978-3-948452-06-3)
- KiX Sonderband. Kix Multimedia, Hanau 1992.
- KiX Exxtra. Kix Multimedia, Hanau 1992.
- Insekt. Kix Multimedia, Hanau 1992.
- Das Euter #1 KiX Multimedia, Hanau 1993.
- Caisers sehr feine Comics Nr. 1–4 Kaiser Verlag, Stuttgart 1993.
- 100 Meisterwerke der Weltliteratur. Egmont Ehapa, Köln 2009, ISBN 978-3-7704-3269-1
- Comics für Alle! ICOM, Stuttgart 2011, ISBN 978-3-88834-981-2.
- Yps Nr. 1262 Egmont Ehapa Verlag, Berlin 2013.
- Panel Ambixious Nr. 19–27 Edition Panel, Bremen 2000–2017, ISSN 0945-554X.
- Panel Tenaxious Comix - ein Panel ohne Bert? Panel Pti Edition, Bremen 2018, ISBN 978-3-935146-95-1.
- Panel SideKiX Edition. KiX-Verlag, Hanau 2022, ISBN 978-3-948452-90-2

Daumenkinos
- Traumfinale. Schacks, Markranstädt 2006, ISBN 3-933273-31-5.
- Goldesel (The final Bailout). Schacks, Markranstädt 2009, ISBN 978-3-933273-57-4.
- Konjunkturlokomotive D. Schacks, Markranstädt 2009, ISBN 978-3-933273-56-7.
- Konjunkturpaket. Schacks, Markranstädt 2009, ISBN 978-3-933273-55-0.

### Illustrationen
Bücher
- Uschi Herzer, Joachim Hiller OX-Kochbuch #3. Ventil Verlag, Mainz 2004, ISBN 3-931555-99-2.
- Uschi Herzer, Joachim Hiller OX-Kochbuch #4. Ventil Verlag, Mainz 2009, ISBN 978-3-931555-57-3.
- Diverse Hanauer Geschichten – Fabulierwettbewerbe 2004–2009. Cocon Verlag, Hanau 2011, ISBN 978-3-86314-209-4.
- Uschi Herzer, Joachim Hiller OX-Kochbuch #5. Ventil Verlag, Mainz 2012, ISBN 978-3-931555-28-3.
- Ronald Bach Vom Hinkelsche uff‘s Gickelsche. Cocon Verlag, Hanau 2014, ISBN 978-3-86314-275-9.
- Grimms Krams. Kathinka Platzhoff Stiftung, Hanau 2014.
- Tinnitussi. Stadtmagazin, Selbstverlag, Hanau 2017.
- Mario Dieringer #Psychisch erkältet: Depressionen und Suizidalität entgegengetreten. Mario Dieringer Selbstverlag, Berlin 2020, ISBN 978-3-7519-3786-3.
- Uschi Herzer, Joachim Hiller OX-Kochbuch #6. Ventil Verlag, Mainz 2022, ISBN 978-3-95575-176-0.

Tonträger
- 1991 Kacktusse Fight The Nazi-Baby. Bad Moon Records.
- 1991 Kacktusse Kacktusse. Kacktusse Selbstverlag, Tape.
- 1992 Fishkicks Rot. Bad Moon Records.
- 1992 Holly Golightly Happy. Kix Multimedia.
- 1992 Kaktuxxe Chicalagazelle. Lalabuh Records.
- 1996 Butterfly Project In Flight. Hazelwood Records.
- 2013 Diverse All Areas #148. Visions Magazine.
- 2014 Diverse OX Compilation #112. Ox Records.
- 2017 Reverend Schulzz In the Land of the One Eyed Cat. Cellarphone Records.
- 2017 Jonny Hates Rock Canciones Serias para Noches Tristes. Interaural Audio Records.
- 2020 Die Radierer Radierer 80. Blitzkrieg Pop! Records.
- 2020 Die Radierer Sterben wie Donald. Blitzkrieg Pop! Records.
- 2020 Krank Monday Nights. Krank Selbstverlag.
- 2023 Der Ole: Eine Nacht Im Gästezimmer. Alster Records. (Bonus-CD zur CD-Box Wir Müssen Leben von Der Ole.)

Spiele
- Big Brother - The Game. Computerspiel, Infogrames, Dreieich, 2000.
- Dreck weg! Brettspiel, Mücke Spiele, Mönchengladbach, 2011.
- Urknall. Brettspiel, Mücke Spiele, Mönchengladbach, 2011.
- Lunte. Kartenspiel, Mücke Spiele, Mönchengladbach, 2014.
- Der Schwarze Paul. Kartenspiel, Mücke Spiele, Mönchengladbach, ohne Jahr.
- Der Ole - Zwillingspiel. Kartenspiel, Alster Records, Hamburg, 2023. (Beilage zur CD-Box Wir Müssen Leben von Der Ole.)

### Musikvideos
- 2004 Boxhamsters Beende Deine Jugend
- 2009 Superstolk Rolltreppe Abwärts
- 2011 Reverend Schulzz Drugstore Girl
- 2023 Bubonix Paid Out With Hate